# Kolędy (album Krystyny Prońko)
Kolędy − piąty solowy album polskiej wokalistki Krystyny Prońko, nagrany razem z Wojciechem Gogolewskim, grającym na instrumentach klawiszowych.
Nagrania realizowano od września do listopada 1984 w studiu przedsiębiorstwa Tonpress w Warszawie. Winylowy LP ukazał się w 1984. Album został wytłoczony w wytwórni Pronit i otrzymał kolejny numer katalogowy M 0019. Producentem nagrań był Poljazz Warszawa. Płyty, które Poljazz nagrywał dla Musicoramy były przez Pronit oznaczane literą M.

## Muzycy
- Krystyna Prońko – śpiew
- Wojciech Gogolewski – instrumenty klawiszowe (fortepian elektryczny Fendera, Roland JX3P + PG 200)

## Lista utworów
Strona A
| 1. | „Gdy śliczna Panna Syna kołysała”                      | 2:52  |
|    |                                                        |       |
| 2. | „W żłobie leży” (Piotr Skarga)                         | 2:34  |
|    |                                                        |       |
| 3. | „Wśród nocnej ciszy”                                   | 3:10  |
|    |                                                        |       |
| 4. | „Jakaż to gwiazda”                                     | 1:23  |
|    |                                                        |       |
| 5. | „Lulajże, Jezuniu”                                     | 3:57  |
|    |                                                        |       |
| 6. | „Przybieżeli do Betlejem”                              | 1:30  |
|    |                                                        |       |
| 7. | „Bóg się rodzi” (muz. trad., sł. Franciszek Karpiński) | 2:48  |
|    |                                                        |       |
|    |                                                        | 18:14 |
|    |                                                        |       |
Strona B
| 1. | „A cóż z tą Dzieciną” (B. Rizzi)                       | 2:43  |
|    |                                                        |       |
| 2. | „Pójdźmy wszyscy do stajenki”                          | 2:24  |
|    |                                                        |       |
| 3. | „Cicha noc” (muz. Franz Xaver Gruber, Piotr Maszyński) | 3:25  |
|    |                                                        |       |
| 4. | „Pasterze mili” (Piotr Studziński)                     | 2:00  |
|    |                                                        |       |
| 5. | „Jezus malusieńki”                                     | 2:19  |
|    |                                                        |       |
| 6. | „Tryumfy króla niebieskiego”                           | 1:08  |
|    |                                                        |       |
| 7. | „Hej, w dzień narodzenia”                              | 1:30  |
|    |                                                        |       |
| 8. | „Oj, maluśki, maluśki”                                 | 3:24  |
|    |                                                        |       |
|    |                                                        | 18:53 |
|    |                                                        |       |

## Informacje uzupełniające
- Opracowanie muzyczne kolęd – Wojciech Gogolewski
- Reżyseria i realizacja nagrań – Sławomir Wesołowski
- Asystent reżysera nagrań – Mariusz Zabrodzki
- Produkcja – Iwona Thierry
- Projekt okładki – Maria Luciak-Prońko
- Manager – Andrzej Smereka